# Ivensia breviata
Ivensia breviata är en insektsart som beskrevs av David R. Ragge 1980. Ivensia breviata ingår i släktet Ivensia och familjen vårtbitare. Inga underarter finns listade i Catalogue of Life.